# バリー郡 (ミシガン州)
バリー郡（英: Barry County）は、アメリカ合衆国ミシガン州ロウアー半島の南部に位置する郡である。2010年国勢調査での人口は59,173人であり、2000年の56,755人から4.3%増加した。郡庁所在地はヘイスティングス市（人口7,350人）であり、同郡で人口最大の都市でもある。
バリー郡はグランドラピッズ・ワイオミング大都市圏に属している。
バリー郡は1829年4月29日にミシガン準州議会の法によって設立された。郡名はアンドリュー・ジャクソン大統領の政権でアメリカ合衆国郵政長官を務めたウィリアム・テイラー・バリーに因んで名付けられた。ミシガン州にはジャクソン内閣の閣僚の名をつけた郡が多く、バリー郡もその「内閣郡」の1つである。

## 地理
アメリカ合衆国国勢調査局に拠れば、郡域全面積は576.90平方マイル (1,494.2 km2)であり、このうち陸地556.14平方マイル (1,440.4 km2)、水域は20.77平方マイル (53.8 km2)で水域率は3.60%である。

### 主要高規格道路
- ミシガン州道37号線
- ミシガン州道43号線
- ミシガン州道50号線
- ミシガン州道66号線
- ミシガン州道78号線
- ミシガン州道79号線
- ミシガン州道89号線
- ミシガン州道179号線

### 隣接する郡
- イオニア郡 - 北東
- イートン郡 - 東
- カルフーン郡 - 南東
- カラマズー郡 - 南西
- アレガン郡 - 西
- ケント郡 - 北西

## 人口動態
以下は2000年の国勢調査による人口統計データである。
| 基礎データ - 人口: 56,755人 - 世帯数: 21,035 世帯 - 家族数: 15,9862 家族 - 人口密度: 39人/km2（102人/mi2） - 住居数: 23,876軒 - 住居密度: 17軒/km2（43軒/mi2） 人種別人口構成 - 白人: 97.39% - アフリカン・アメリカン: 0.24% - ネイティブ・アメリカン: 0.46% - アジア人: 0.27% - 太平洋諸島系: 0.01% - その他の人種: 0.50% - 混血: 1.12% - ヒスパニック・ラテン系: 1.46% 先祖による構成 - ドイツ系：21.8% - イギリス系：13.6% - オランダ系：12.5% - アメリカ人：12.4% - アイルランド系：9.6% 言語による構成 - 英語：98.2% | 年齢別人口構成 - 18歳未満: 27.2% - 18-24歳: 7.5% - 25-44歳: 29.0% - 45-64歳: 24.6% - 65歳以上: 11.8% - 年齢の中央値: 37歳 - 性比（女性100人あたり男性の人口） - 総人口: 99.7 - 18歳以上: 98.8 世帯と家族（対世帯数） - 18歳未満の子供がいる: 35.2% - 結婚・同居している夫婦: 64.1% - 未婚・離婚・死別女性が世帯主: 7.7% - 非家族世帯: 24.0% - 単身世帯: 19.5% - 65歳以上の老人1人暮らし: 7.7% - 平均構成人数 - 世帯: 2.68人 - 家族: 3.06人 収入と家計 - 収入の中央値 - 世帯: 46,820米ドル - 家族: 51,794米ドル - 性別 - 男性: 38,991米ドル - 女性: 26,387米ドル - 人口1人あたり収入: 20,636米ドル - 貧困線以下 - 対人口: 5.5% - 対家族数: 3.9% - 18歳未満: 5.9% - 65歳以上: 5.9% |

## 郡政府
郡政府は郡監獄の運営、地方道の維持、地方裁判所の運営、権利譲渡と抵当権設定記録など重要記録の維持、公衆衛生規制の管理、福祉など社会サービスの項目で州の施策への参加を行う。郡政委員会は予算を管理するが、法や条例を作るのは限定付き権限である。ミシガン州では、警察と消防、建設と区画割、税評価、街路維持など地方政府の大半機能は個々の都市と郡区の責任である。

## 郡区
バリー郡は下記16の郡区に分割されている。
| - アッシリア - ボルティモア - バリー - カールトン | - キャッスルトン - ヘイスティングス・チャーター - ホープ - アービング | - ジョンズタウン - メイプルグローブ - オレンジビル - プレーリービル | - ラトランド・チャーター - ソーナップル - ウッドランド - ヤンキースプリングス |

## 都市と町
| 都市 - ヘイスティングス - 郡庁所在地 村 - フリーポート - ミドルビル - ナッシュビル - ウッドランド | 未編入の町 - アッシリア - バンフィールド - クリーバーデール - コーツグローブ - デルトン - ダウリング | - ヒッコリーコーナーズ - レイシー - メイプルグローブ - プレーリービル - クインビー - シュルツ |

## スポーツ
バリー郡では毎年バリー・ルーベイ自転車競技会を開催している。